# Анапа (станция)
Ана́па — тупиковая железнодорожная станция Краснодарского региона Северо-Кавказской железной дороги. Расположена в посёлке Верхнее Джемете Анапского района Краснодарского края. Входит в Краснодарский центр организации работы железнодорожных станций ДЦС-2 Северо-Кавказской дирекции управления движением. По объёму работы станция отнесена к 1 классу. Электрифицирована в 2019 году.

## Описание
Вокзал Анапа — пассажирский терминал станции Анапа, входит в Северо-Кавказскую региональную дирекцию Дирекции железнодорожных вокзалов. Адрес — Краснодарский край, г. Анапа, пос. Верхнее Джемете, Привокзальная ул., д. 1.
Находятся в 5 км к северу от города Анапа, в 1,7 км к северо-востоку от побережья Чёрного моря. Конечная станция ветки Юровский (у села Юровка) — Анапа. В южной горловине станции расположены тупики для локомотивов и ранжирный парк для отстоя пассажирских вагонов.
Здание вокзала имеет 2 этажа, залы ожидания, есть своя гостиница.

## История
Станция и вокзал открыты в 1978 году.
В 2005 году вокзал был реконструирован.
В июле 2014 года в рамках проекта «Умный вокзал» на вокзале Анапа окончены пусконаладочные работы интеллектуальной энергоэффективной системы светодиодного освещения.
С 2014 года станция Анапа используется в летнее время в качестве одного из двух пересадочных узлов на маршрутах в Крым, перевозки по которым осуществляются по единому билету «поезд — автобус»
На вокзале действует небольшая оранжерея с экзотическими растениями, имеющая форму пирамиды. Для поступления в оранжерею солнечного света, в крыше проделано прямоугольное отверстие площадью в 19,5 м2.
В 2019 году станция электрифицирована. В связи со срывами сроков подключения оборудования тяговых подстанций были сорваны и сроки перевода поездов дальнего следования на электротягу. С 30 декабря 2019 года начал курсировать два раза в день электропоезд «Ласточка» по маршруту Краснодар — Анапа. Стоимость билета от 350 руб. Время в пути — около 2 часов 45 минут, перевод всех пассажирских поездов на электротягу состоялся 23 января 2020 года.
С 7 марта 2020 года запущено пригородное сообщение между Анапой и Керчью. Между городами курсируют два рельсовых автобуса РА2. Стоимость билета 439 руб. время в пути — 2 часа. Билеты можно приобрести в кассе вокзала, а также у кондукторов в поезде или на сайте перевозчика ЮППК.
С 1 августа 2020 года запущено движение между Анапой и Большим Сочи через Краснодар на комфортабельных электропоездах Ласточка.

## Общественный транспорт
К железнодорожному вокзалу подходят несколько автобусных маршрутов: № 100, 113, 119, 120, 127, 129.

## Поезда дальнего следования

ТЭП70БС-143 с поездом 011Э Анапа — Москва

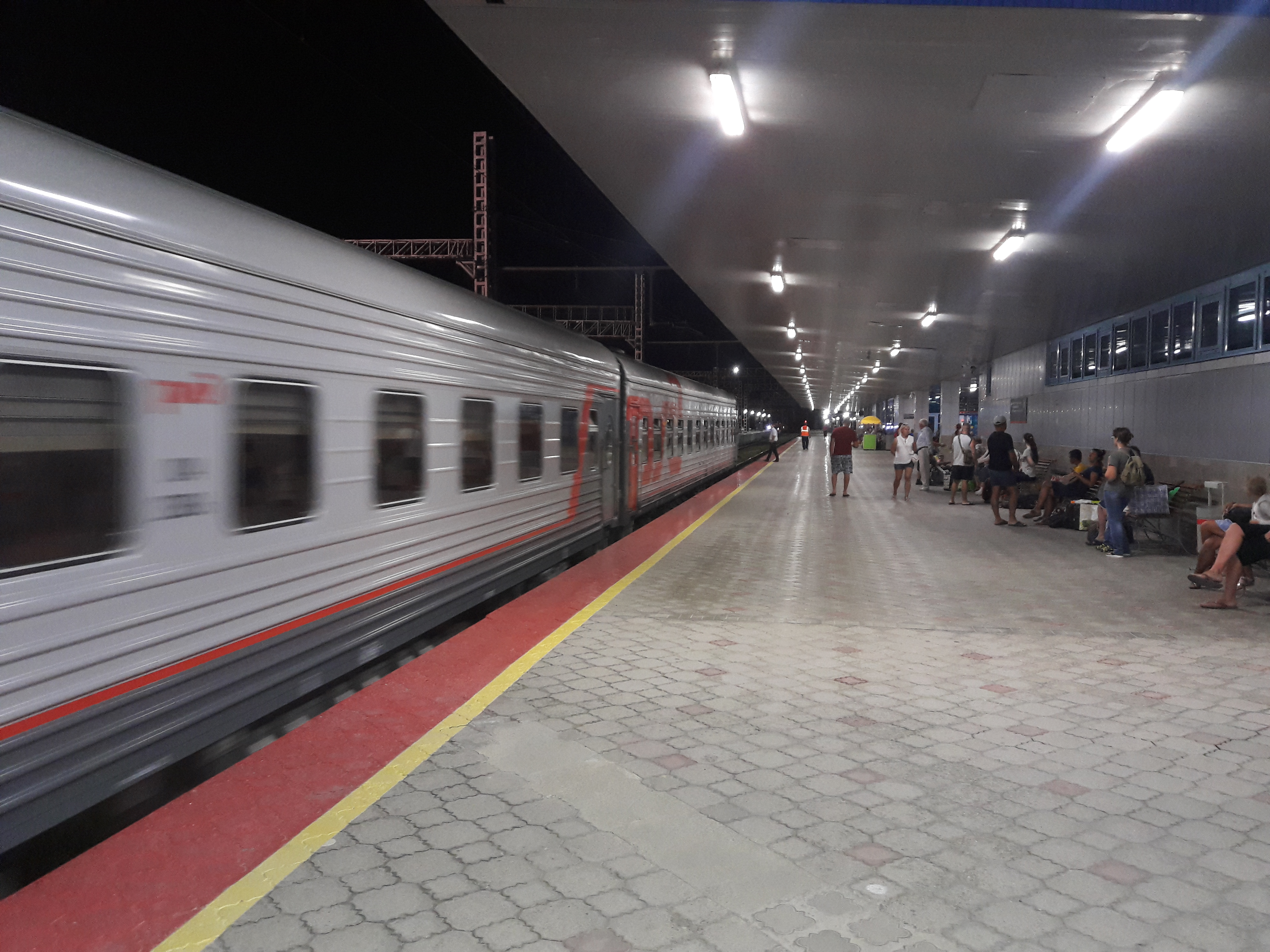
Платформа ж/д вокзала Анапы ночью

Железнодорожное сообщение между Анапой и Москвой функционирует круглый год. Большинство поездов дальнего следования курсируют по станции лишь в период с июня по сентябрь. По графику 2019/2020 годов по станции курсируют следующие поезда дальнего следования:
| Круглогодичное обращение поездов | Круглогодичное обращение поездов | Круглогодичное обращение поездов | Круглогодичное обращение поездов |
| № поезда                         | Маршрут движения                 | № поезда                         | Маршрут движения                 |
| -------------------------------- | -------------------------------- | -------------------------------- | -------------------------------- |
| 11                               | Анапа — Москва                   | 12                               | Москва — Анапа                   |
| 109                              | Анапа — Москва                   | 110                              | Москва — Анапа                   |
| 129                              | Анапа — Красноярск               | 130                              | Красноярск — Анапа               |
| 133                              | Анапа — Томск                    | 134                              | Томск — Анапа                    |
| 389                              | Анапа — Минск                    | 390                              | Минск — Анапа                    |
| 819 «Ласточка»                   | Анапа — Ростов-на-Дону           | 820 «Ласточка»                   | Ростов-на-Дону — Анапа           |
| 823 «Ласточка»                   | Анапа — Краснодар                | 824 «Ласточка»                   | Краснодар — Анапа                |
| 827 «Ласточка»                   | Анапа — Краснодар                | 828 «Ласточка»                   | Краснодар — Анапа                |
| 829 «Ласточка»                   | Анапа — Адлер                    | 830 «Ласточка»                   | Адлер — Анапа                    |

| Сезонное обращение поездов | Сезонное обращение поездов | Сезонное обращение поездов | Сезонное обращение поездов |
| № поезда                   | Маршрут движения           | № поезда                   | Маршрут движения           |
| -------------------------- | -------------------------- | -------------------------- | -------------------------- |
| 151                        | Анапа — Москва             | 152                        | Москва — Анапа             |
| 155                        | Анапа — Москва             | 156                        | Москва — Анапа             |
| 161                        | Анапа — Ростов-на-Дону     | 162                        | Ростов-на-Дону — Анапа     |
| 205                        | Анапа — Иркутск            | 206                        | Иркутск — Анапа            |
| 221                        | Анапа — Архангельск        | 222                        | Архангельск — Анапа        |
| 229                        | Анапа — Северобайкальск    | 230                        | Северобайкальск — Анапа    |
| 235                        | Анапа — Тында              | 236                        | Тында — Анапа              |
| 237                        | Анапа — Москва             | 238                        | Москва — Анапа             |
| 243                        | Анапа — Новокузнецк        | 244                        | Новокузнецк — Анапа        |
| 247                        | Анапа — Санкт-Петербург    | 248                        | Санкт-Петербург — Анапа    |
| 259                        | Анапа — Санкт-Петербург    | 260                        | Санкт-Петербург — Анапа    |
| 283                        | Анапа — Череповец          | 284                        | Череповец — Анапа          |
| 289                        | Анапа — Екатеринбург       | 290                        | Екатеринбург — Анапа       |
| 293                        | Анапа — Мурманск           | 294                        | Мурманск — Анапа           |
| 457                        | Анапа — Челябинск          | 458                        | Челябинск — Анапа          |
| 473                        | Анапа — Самара             | 474                        | Самара — Анапа             |
| 493                        | Анапа — Ульяновск          | 494                        | Ульяновск — Анапа          |
| 499                        | Анапа — Новый Уренгой      | 500                        | Новый Уренгой — Анапа      |
| 501                        | Анапа — Киров              | 502                        | Киров — Анапа              |
| 503                        | Анапа — Уфа                | 504                        | Уфа — Анапа                |
| 513                        | Анапа — Тамбов             | 514                        | Тамбов — Анапа             |
| 515                        | Анапа — Ижевск             | 516                        | Ижевск — Анапа             |
| 517                        | Анапа — Москва             | 518                        | Москва — Анапа             |
| 519                        | Анапа — Орск               | 520                        | Орск — Анапа               |
| 525                        | Анапа — Саратов            | 526                        | Саратов — Анапа            |
| 527                        | Анапа — Киров              | 528                        | Киров — Анапа              |
| 529                        | Анапа — Киров              | 530                        | Киров — Анапа              |
| 535                        | Анапа — Смоленск           | 536                        | Смоленск — Анапа           |
| 539                        | Анапа — Кострома           | 540                        | Кострома — Анапа           |
| 563                        | Анапа — Москва             | 564                        | Москва — Анапа             |
| 583                        | Анапа — Казань             | 584                        | Казань — Анапа             |
| 587                        | Анапа — Самара             | 588                        | Самара — Анапа             |
| 591                        | Анапа — Пермь — Приобье    | 592                        | Приобье — Пермь — Анапа    |
| 607                        | Анапа — Владикавказ        | 608                        | Владикавказ — Анапа        |

## Пригородные поезда
С 7 марта 2020 года запущено пригородное сообщение. Рельсовые автобусы РА2 курсируют по маршруту Керчь — Анапа с промежуточной остановкой в Тамани и Юровский.

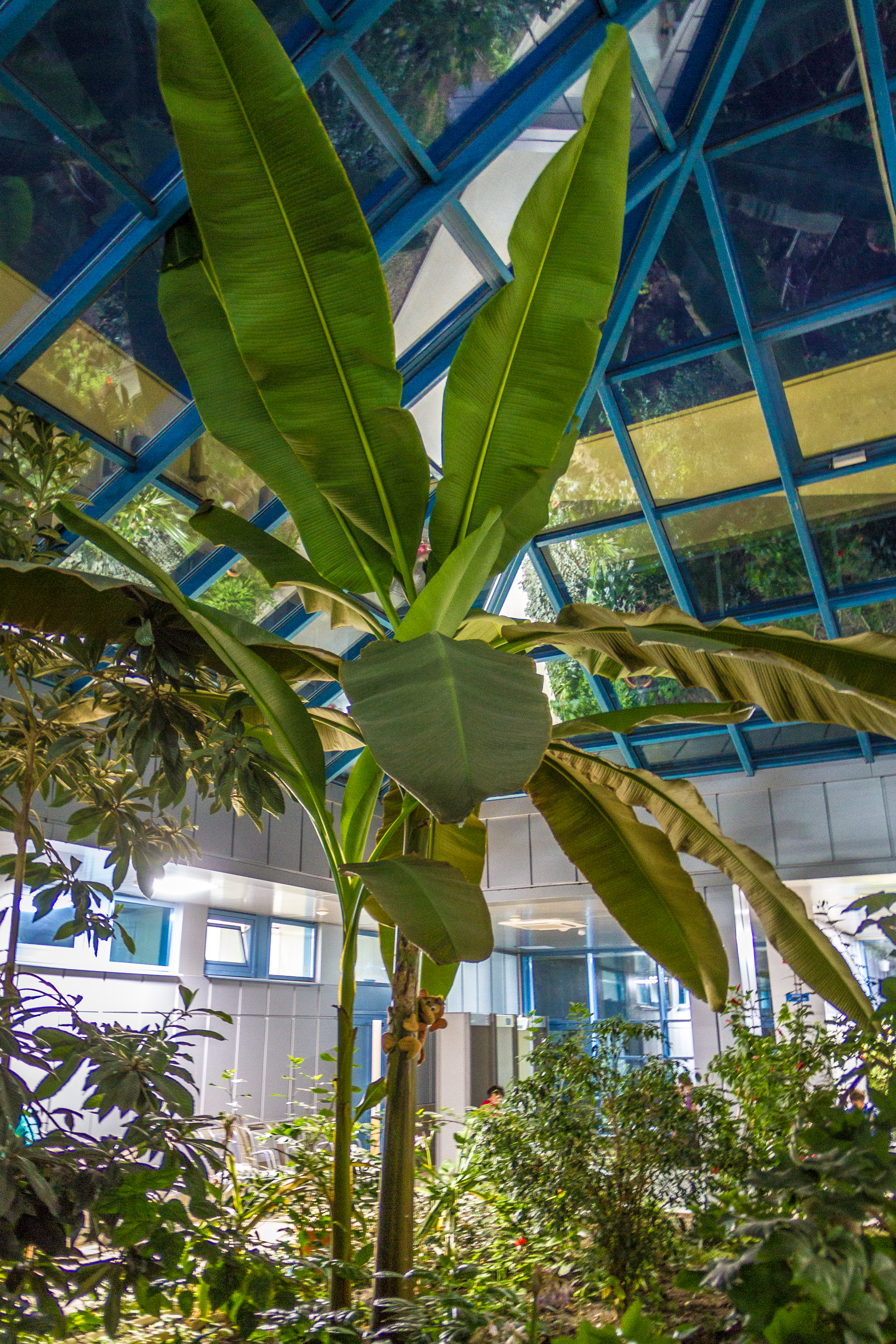
Оранжерея в здании вокзала

С 1 мая 2025 года будет запущено пригородное сообщение между Краснодаром и Анапой. Перевозчиком выступает Кубань Экспресс-Пригород. Будет использоваться электропоезд Ласточка. Билеты можно приобрести  у кондукторов в поезде без привязки к местам и без паспорта. Отправление из Краснодара в 8.00, прибытие в Анапу в 11.50. В обратном направлении: из Анапы – в 14.44, прибытие в Краснодар – в 18.15.